# Кабельна каналізація

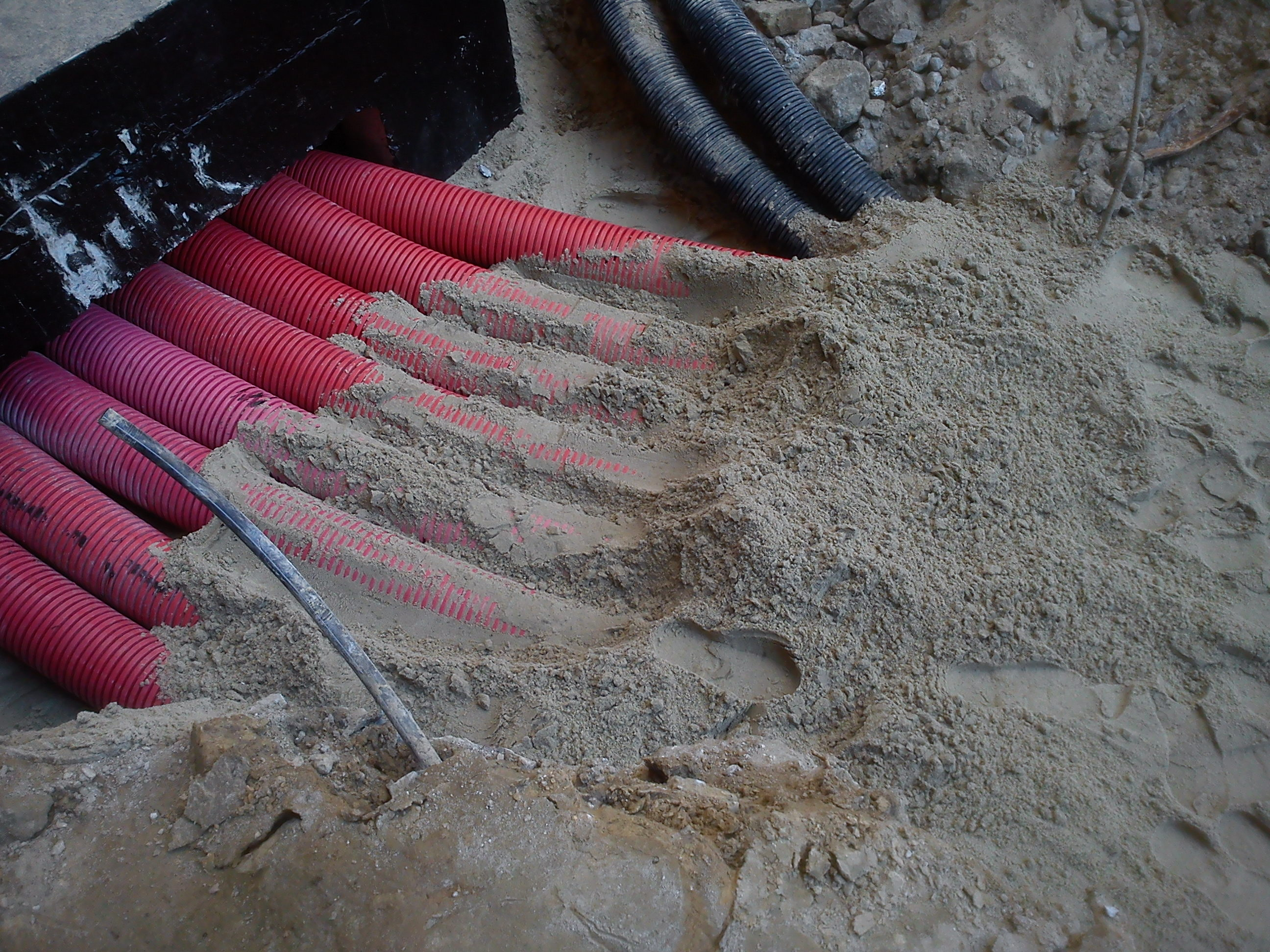
Полімерні труби кабельної каналізації 10кВ заходять в кабельну камеру

Кабельна каналізація (кабельна каналізація електрозв'язку) — система труб для прокладки кабельних мереж і мереж зв'язку під землею. Труби для кабельної каналізації можуть використовуватися керамічні, бетонні, азбестоцементні, полімерні та інші залежно від умов прокладання та технічних вимог.